# Inname van Eemnes
De Inname en plundering van Eemnes vond plaats op 21 december 1481 tijdens de Stichtse Oorlog (1481-83), een onderdeel van de Hoekse en Kabeljauwse twisten.

## Aanloop
Omdat Eemnes steeds meer Hoekse aanhangers herbergde, werd besloten door bisschop David van Bourgondië en stadhouder Joost van Lalaing om het stadje tot inkeer te krijgen door middel van betalingen van goederen of geld. Eemnes werd dan ook opgenomen in de route om de stad Utrecht terug te krijgen in de handen van Bourgondië, waarbij ze de rivier de Eem hadden om hun tegenstanders te belemmeren en het Huis Ter Eem in hun voordeel als controlepost. Van Lalaing scheepte zich in bij Gouda met circa 4000 tot 5000 manschappen tot zijn beschikking, deze werden gevolgd door 400 man (merendeels omschreven als boeven & rovers), deze kregen geen soldij maar gingen meer mee om te kunnen plunderen. Met de diverse sloepen en vendels kwamen ze aan in Naarden, waar Van Lalaing zijn hoofdkwartier inrichtte.
Van Lalaing dreigde met brandstichting en plunderingen naar de bewoners van Eemnes als zij niet binnen twee dagen met betalingen kwamen. De inwoners wilden 8 dagen bedenktijd en waren verdeeld, één helft wilde wel aan de eisen voldoen, maar een ander deel geloofde nog in Hoekse steun vanuit Utrecht. Vanuit Utrecht kwam er dan ook hulp van circa 100 ruiters.

## Inname
Joost van Lalaing vernam het nieuws over de komst van de ruiters, en kort daarna liet hij van vier kanten de stad bestormen. Vanuit de "Wakkerendijk" bij de Noordpoort en vanaf de "Zuidwindsteeg" de Zuidpoort bestormden de Hollanders Eemnes en op vrijdag 21 december (Sint-Thomasdag) 1481 werd de stad ingenomen. Er vielen circa 72 doden onder de burgers, 90 doden bij de gestuurde Utrechtse ruiters en 5 doden bij de invallers, daarbij werden vijf huizen gespaard de rest werd geplunderd of verbrand. De enige die gespaard bleven van lasten waren zwangere vrouwen en mannen die op sterven lagen.
Kort daarna werd de zogenoemde "Buitendijkse kerk", enkele kilometers zuidwaarts van Eemnes, geplunderd en tot de grond toe afgebrand door de mannen van Lalaing. Op dezelfde plek werd later de huidige Pieterskerk gebouwd.

## Nasleep
Na het brandschatten van Eemnes trok Van Lalaing met zijn gevolg zich terug naar Naarden. In de navolgende dagen gingen de plunderingen verder zoals in Baarn, Soest en de kerk van Buitendijk, op 26 december kwam het tot de Slag bij Westbroek, voorgaande werden de eerdergenoemde dorpen geplunderd, in de stad Utrecht zagen ze het gebeuren waardoor de slag plaatsvond. Joost van Lailang wist de Utrechtse Hoeken te verslaan maar raakte Utrecht niet in. Het jaar erna werd in de Nicolaaskerk boven in de wand met witte letters het voorval van 1481 beschreven. Het volgend jaar kwam Van Lalaing weer terug in de streek om te plunderen en werd Eemnes ook weer aangedaan, hetzelfde jaar vond er een verzoening plaats met de bisschop van Utrecht, Eemnes heeft al tal van verzoeningen door de jaren heen met de bisschop moeten doen, vandaar dat de stadswapen ervan afgeleid is (zie afbeelding).

## In literatuur
In de roman van Jan Frederik Oltmans genaamd De Schaapherder, een verhaal uit den Utrechtschen oorlog van 1480-'83 (1838), komt de Inname van Eemnes ook ter spraken. In dit grotendeels fictief verhaal komt Jan van Schaffelaar zijn tegenstander Perrol tegen en de twee vechten het uit. Het is ook meer speculeren of Van Schaffelaar daadwerkelijk aan de inname van Eemnes heeft deelgenomen.